# Операција Гудвуд
Циљ ове операције коју је планирао Фелдмаршал сер Бернард Монтгомери да отпочне 17. јула 1944. године био је да Британци и Канађани „увуку немачке оклопне снаге у битку и тако их слистити да Немцима више неће представљати главну борбену масу. Преко реке Оме требало је кроз Кан успоставити добар мостобран и тако поправити савезничке положаје на источном боку. Уопштено узевши, требало је уништити немачку технику и људство, као преуслов широком коришћењу постигнутог успха.“ Сер Бернард Монтгомери је даље планирао да савезничко источно крило мора и даље бити „бастион“ од кога ће зависити амерички главни удар, за икоји се надао да ће се догодити за три дана.
Јужно од британског дела мостобрана пружала су се бујна поља жита и шећерне репе с обе стране широког пута према Фалезу, који се постепено уздизао према брдима између Бургебиса и Веријера, удаљеном осам километара. Два железничка насипа која су се пружала од Кана према Троарму и Вимону прелазила су преко тих поља. Јужно од Бургебиске косе, близу Гарсел Секвилa, протезале су се шуме, а цело подручје било је начичкано селима, још из давних времена, усред зараслих воћњака — природних упоришта, саграђених од истога канскога камена као и Вестминстерска опатија.
Генерал сер Мајлс Демпси, командант британске 2. армије је планирао да главни удар изврши са три оклопне дивизије 8. корпуса у центру. Њихов почетни задатак био је да се учврсте десет километара испред Вимона, југоисточно од Гарсел Секвила, јужно од Бургебиса и Веријера и западно од пута за Фалезу. Први корпус, лево од оклопних јединица, браниће источно крило, а 2. канадском корпусу, под командом генерала Гаја Сајмонда, сер Демпси је наредио да на десној страни од Немаца очисти предграђа Коломбела и Восел, источно и јужно од Орне а затим, да у Канау изгради мостове преко те реке и да је форсира југозападно од града. Планирано је да се ангажује укупно 750 тенкова.
Тешкоће које су се морале савладати биле су огромне. Прво, оклопне јединице требало је ради изненађења задржати западно од реке што је могуће дуже а затим да све те дивизије пређу преко мостова тим 'уским грлом'.Због тога неће моћи да се укључе у битку истовремено, већ једна за другом. Даље, иако ће артиљеријска ватра од 750 оруђа на почетку подржати напредовање оклопних јединица, артиљерија у каснијим фазама неће моћи прећи Орне све док се зачеље оклопних дивизија не удаљи од реке. Треће, напад че бити извршен у подручју на којем су Немци организовали најјачу обрану на цијелом фронту, искористивши предности терена и осматрачница. Фелдмаршал сер Монтгомериy је све то одлучио да савлада масовном подршком авијације коју му је генерал Ајзенхауеровом ставио на располагање — укупно 4000 авиона Бомбардерске команде, америчке Осме и Девете ваздушне армије, те 83. и 84. групе Тактичке авијације.

## Анализа и последице операције
Након Битке на Веријерској коси 20. јула могло се сматрати да је први део Монтгомеријевог плана био је испуњен само делимично јер су знатне немачке оклопне снаге преживеле ту операцију и преприечиле му пут ка југоистоку. Он је у тој акцији изгубио 500 тенкова и 4000 људи. Прилично је проширио свој мостобран преко Кана, али није освојио толико терена колико је предвидео. Британској и америчкој јавности није могао рећи да генерал Бредли само чека лепо време да код Сен Лоа зада одлучујући ударац који ће сломити цели немачки фронт. Многим критичарима онога времена, укључујући и Монтгомерију непријатељски расположену групу у Ајзенхауеровом Главном штабу, чинило се да је операција „Гудвуд“ завршила делимичним неуспехом.
Употреба оклопних снага умјесто пешадије на уском фронту, што отежава маневрисање, а ради почетног продора кроз немачке обрамбене положаје, није био, благо речено, баш уобичајен начин ратовања. Сер Монтгомери је, међутим, хтео да постигне изненађење, а недостајало му је пешадије. Осим тога, чини се да ни он ни Демпси нису баш много сматрали значајним дубину немачког обрамбеног система.
У подршка из ваздуха ~ са око 7700 тона експлозива ~ биле су полагане велике наде, које се, међутим, нису оствариле. Јак напад бомбардера, који су на почетку акције бацали бомбе од по 250 килограма на бокове, постигао је своју сврху тако што су многа немачка мања упоришта била брзо освојено а противнапади оклопних дивизија заустављени. Напади Осме зрачне армије на Троам и Бургебис били су, међутим, распршени и мање успешни. Без сумње је да је учињена грешка кад су се тешким бомбама бомбардовани бокови, а бомбама од 50 килограма положаји њемачких батерија. Све указује да је управо због те лоше координације између копнених и ваздушних снага, остало нетакнуто много најјачих немачких артиљеријских положаја у шумама око Гарсел Секвилa, одмах иза Бургебиске косе, а који су били ван домашаја савезничке артиљерије. Авијација је пропустила да гађа положаје чак 272 небелверфера и 250 топова, и Немци су, баш захваљујући тим оружјима, успели да организују отпор у подручју Кањија.
Баш ту је дошло до огромне саобраћајне гужве, а у њој су учествовале две британске дивизије: 11. и Гардијска оклопна дивизија. У међувремену је и у позадини на скученом мостобрану, на прелазима преко Орне, дошло до застоја фантастичних размера. У те две дивизије, оклопне јединице и пешадија бориле су се као одвојене целине, примењујући исту тактику као и Ромел у Западној пустињи.
Фелдмаршал сер Монтгомери, међутим, да би осигурао пуну стратешку подршку авијације, обећао је генералу Ајзенхауеру да ће источно крило фронта „лако планути“. Касније је признао да је на конференцији за штампу за време операције „Гудвуд“ био превише „егзалтиран“. Он је тада, деломично и несвесно, пробудио наде да ће се „Гудвуд“ развити у одлучан продор. Када је та операција 21. јула била завршена, америчка штампа, према којој није могао бити поверљив као према британској, брзо је њега и његове војнике оптужила да су били превише опрезни. Чак је и лондонски Тајмс алудирао на „пропуштен продор“. Да је сер Монтгомери одабрао „Гудвуд“ за главну офанзивну акцију, зар би се толико трудио да на себе навуче главнину немачких оклопних јединица. У сваком случају, догађаји код Сен Лоа неколико идућих дана показаће колико је исправно размишљао.
Генерал Хајнрих Ебербах, команднат Оклопне групе „Запад“ и његове јединице, лако прилагодљиве и веште, брзо су искористиле те савезничке грешке. Па ипак је фелдмаршалу фон Клугеу било већ сасвим јасно да је у Нормандији дефинитивно суочен с катастрофом.
21. јула након конференције с генералима Хаусером, Ебербахом и другим командантима у месту Митоа, 20 километара североисточно од Фалеза, и кад је сазнао да је Хитлер претходнога дана избегао покушај атентанта пуковника фон Штауфенберга у Вучјој јами, Главном стану у Источној Пруској. Он је такође известио да у операцији „Гудвуд“ „непријатељ има колосалну материјалну надмоћ у борбама источно од Кана 18. и 19. јула а то показују подаци: само на левом крилу 86. корпуса и 1. СС оклопног корпуса испаљено је 103.000 граната, а непријатељски двомоторци и четвероматорци, према његовим извештајима, бацили су на наше положаје 7800 тона бомби. Психолошки учинак на наше јединице, особито на пешадију, те кише бомби које су падале по њима свом снагом своје елементарне природе, представљају фактор којему ваља поклонити озбиљну пажњу... Ја могу извијестити да је фронт до сада чврст... Међутим све је ближи тренутак када ће та пренапрегнута линија пући. И кад непријатељ једном избије у отворен простор, координирано руковођење јединицама биће готово немогуће због слабе покретљивости наших трупа. Ја, одговорни командант на овом фронту, сматрам својом дужношћу да вас правовремено обавестим о развоју догађаја, мој Фиреру. Моје последње речи на јучерашњој конференцији јужно од Кана биле су: 'Ми морамо задржати наше положаје. А ако ништа не поправи ситуацију, морамо умрети часном смрћу на бојном пољу’.“ Он је заправо рекао да охрабри своје подређене: „Ми ћемо издржати, и ако ново чудотворно оружје не буде пронађено да поправи наш положај, погинути ћемо на бојном пољу као прави војници“.
Као и Ромел раније сада су и генерали Хаусер и Ебербах али и фелдмаршал фон Клуге били су уверени да Монтгомери само чека побољшање времена како би наставио офнзиву путем за Фалез, јер су они сматрали то главним правцем будуће офанзиве. Ебербах је баш због тога 9. СС оклопну дивизију пребацио источно од реке Оме код Бретвиа, а за њом је намеравао да пошаље и 10. СС оклопну дивизију. Управо је стигла на фронт код Кана 116. оклопна дивизија, а 2. оклопна дивизија кретала се у то подручје од Комон л'Евантеa. И тако се 25. јула британска 2. армија нашла испред шест немачких оклопних дивизија, са 645 тенкова и 22 пешадијска батаљона, распоређених тако да дочекају предвиђену британску офанзиву на источном боку.
Насупрот Американцима стајале су само две оклопне дивизије са 190 тенкова а 85 батаљона пешадије. Битка за мостобран била је при крају ~ на западном боку спремао се продор. Фелдмаршал сер Монтгомери и његова стратегија су тријумфовали. Лоше време која је окончало операцију „Гудвуд“ генералу Брадлијуy, јер је тако могао главнину својих оклопних снага да концентрише далеко на другом крилу. Генерал Џозеф Колинс, командант 7. корпуса је добио време да доврши планове који ће му омогућити да, нападајући на фронту трију пешадијских дивизије, а након напада ловаца, јуришних авиона и средњих бомбардера, те уз подршку тешке артиљерије, отвори пролаз кроз који ће оклопне јединице пробити непријатељски фронт.